# Bark Seghiri
Bark Seghiri (*Luxemburgo, 8 de agosto de 1978), futbolista luxemburgués, con ascendencia francesa que juega de defensa. También juega desde 2009 con la Selección de fútbol de Luxemburgo.

## Clubes
| Club                  | País       | Año       |
| --------------------- | ---------- | --------- |
| FC Istres             | Francia    | 2000-2003 |
| F91 Dudelange         | Luxemburgo | 2003-2004 |
| Iraklis FC            | Grecia     | 2004-2006 |
| Olympique de Marsella | Francia    | 2006-2009 |
| APOEL FC              | Chipre     | 2009-2012 |

- Datos: Q3635026